# Alexander Schessler
Alexander Schessler (kasachisch-kyrillisch Александр Шеслер; * 25. Januar 1985) ist ein kasachischer Biathlet.
Alexander Schessler startete erstmals bei den Junioren-Europameisterschaften 2005 in Nowosibirsk bei einem internationalen Großereignis. Im Einzel wurde er 26., im Sprint 21., in der Verfolgung 20. und mit der Staffel Sechster. Weniger gut verliefen die Junioren-Weltmeisterschaften desselben Jahres in Kontiolahti mit Platz 52 im Einzel als bestes Ergebnis. Seit 2005 startete der Kasache im Erwachsenenbereich. Sein erstes Sprintrennen in Obertilliach im Rahmen des Biathlon-Europacups beendete er als 102. Die nächsten Ergebnisse verbesserten und stabilisierten sich zunächst im Bereich der 60er- und 70er-Ränge. Zu Beginn der 2007/08 wurde Schessler in Kontiolahti erstmals im Biathlon-Weltcup eingesetzt und wurde 110. in seinem ersten Einzel. Bessere Platzierungen in den Punkterängen erreichte Schessler in Staffelrennen. Bei den Biathlon-Weltmeisterschaften 2008 in Östersund war er für drei Rennen vorgesehen. Im Sprint kam der Kasache auf Rang 93 und mit der Staffel wurde er 22. Im Einzel trat er trotz Meldung nicht an.

## Biathlon-Weltcup-Platzierungen
Die Tabelle zeigt alle Platzierungen (je nach Austragungsjahr einschließlich Olympische Spiele und Weltmeisterschaften).
- 1.–3. Platz: Anzahl der Podiumsplatzierungen
- Top 10: Anzahl der Platzierungen unter den ersten zehn (einschließlich Podium)
- Punkteränge: Anzahl der Platzierungen innerhalb der Punkteränge (einschließlich Podium und Top 10)
- Starts: Anzahl gelaufener Rennen in der jeweiligen Disziplin
- Staffel: inklusive Mixed- und Single-Mixed-Staffeln

| Platzierung                      | Einzel | Sprint | Verfolgung | Massenstart | Staffel | Gesamt |
| -------------------------------- | ------ | ------ | ---------- | ----------- | ------- | ------ |
| 1. Platz                         |        |        |            |             |         |        |
| 2. Platz                         |        |        |            |             |         |        |
| 3. Platz                         |        |        |            |             |         |        |
| Top 10                           |        |        |            |             |         |        |
| Punkteränge                      |        |        |            |             | 3       | 3      |
| Starts                           | 1      | 1      |            |             | 3       | 5      |
| Stand: nach der Saison 2009/2010 |        |        |            |             |         |        |